# Alvar Thiel
Alvar Thiel (ur. 23 lutego 1893 w Sztokholmie, zm. 1 października 1973 tamże) – szwedzki żeglarz, olimpijczyk, zdobywca srebrnego medalu w regatach na Letnich Igrzyskach Olimpijskich w 1912 roku w Sztokholmie.
Na Letnich Igrzyskach Olimpijskich 1912 zdobył srebro w żeglarskiej klasie 8 metrów. Załogę jachtu Sans Atout tworzyli również Nils Westermark, Herbert Westermark, Bengt Heyman i Emil Henriques.